# Saint-Sauveur-d'Aunis
Saint-Sauveur-d'Aunis és un municipi francès situat al departament del Charente Marítim i a la regió de la Nova Aquitània. L'any 2007 tenia 1.410 habitants.

## Demografia

### Població
El 2007 la població de fet de Saint-Sauveur-d'Aunis era de 1.410 persones. Hi havia 509 famílies de les quals 93 eren unipersonals (54 homes vivint sols i 39 dones vivint soles), 167 parelles sense fills, 214 parelles amb fills i 35 famílies monoparentals amb fills.
La població ha evolucionat segons el següent gràfic:
Habitants censats

### Habitatges
El 2007 hi havia 606 habitatges, 523 eren l'habitatge principal de la família, 37 eren segones residències i 46 estaven desocupats. 590 eren cases i 14 eren apartaments. Dels 523 habitatges principals, 438 estaven ocupats pels seus propietaris, 79 estaven llogats i ocupats pels llogaters i 7 estaven cedits a títol gratuït; 2 tenien una cambra, 14 en tenien dues, 55 en tenien tres, 166 en tenien quatre i 286 en tenien cinc o més. 426 habitatges disposaven pel capbaix d'una plaça de pàrquing. A 203 habitatges hi havia un automòbil i a 297 n'hi havia dos o més.

### Piràmide de població
La piràmide de població per edats i sexe el 2009 era:
| Homes | Edats   | Dones |
| ----- | ------- | ----- |
| 0     | 95 o +  | 8     |
| 0     | 90 a 94 | 12    |
| 4     | 85 a 89 | 16    |
| 0     | 80 a 84 | 8     |
| 8     | 75 a 79 | 8     |
| 16    | 70 a 74 | 32    |
| 36    | 65 a 69 | 28    |
| 28    | 60 a 64 | 16    |
| 20    | 55 a 59 | 32    |
| 52    | 50 a 54 | 36    |
| 36    | 45 a 49 | 36    |
| 36    | 40 a 44 | 32    |
| 36    | 35 a 39 | 36    |
| 24    | 30 a 34 | 44    |
| 40    | 25 a 29 | 24    |
| 24    | 20 a 24 | 24    |
| 40    | 15 a 19 | 44    |
| 36    | 10 a 14 | 44    |
| 48    | 5 a 9   | 24    |
| 40    | 0 a 4   | 32    |

## Economia
El 2007 la població en edat de treballar era de 879 persones, 684 eren actives i 195 eren inactives. De les 684 persones actives 631 estaven ocupades (336 homes i 295 dones) i 53 estaven aturades (24 homes i 29 dones). De les 195 persones inactives 94 estaven jubilades, 49 estaven estudiant i 52 estaven classificades com a «altres inactius».

### Ingressos
El 2009 a Saint-Sauveur-d'Aunis hi havia 580 unitats fiscals que integraven 1.583,5 persones, la mediana anual d'ingressos fiscals per persona era de 17.615 €.

### Activitats econòmiques
Dels 85 establiments que hi havia el 2007, 2 eren d'empreses extractives, 2 d'empreses alimentàries, 1 d'una empresa de fabricació d'elements pel transport, 5 d'empreses de fabricació d'altres productes industrials, 23 d'empreses de construcció, 15 d'empreses de comerç i reparació d'automòbils, 4 d'empreses de transport, 4 d'empreses d'hostatgeria i restauració, 3 d'empreses d'informació i comunicació, 1 d'una empresa financera, 5 d'empreses immobiliàries, 5 d'empreses de serveis, 11 d'entitats de l'administració pública i 4 d'empreses classificades com a «altres activitats de serveis».
Dels 28 establiments de servei als particulars que hi havia el 2009, 1 era una oficina de correu, 1 una oficina bancària, 2 tallers de reparació d'automòbils i de material agrícola, 1 autoescola, 1 paleta, 6 guixaires pintors, 3 fusteries, 7 lampisteries, 3 electricistes, 1 perruqueria, 1 restaurant i 1 agència immobiliària.
Dels 7 establiments comercials que hi havia el 2009, 1 era una botiga de menys de 120 m², 1 una fleca, 1 una carnisseria, 1 una sabateria, 1 una botiga de mobles i 2 floristeries.
L'any 2000 a Saint-Sauveur-d'Aunis hi havia 21 explotacions agrícoles que ocupaven un total de 1.170 hectàrees.

## Equipaments sanitaris i escolars
L'únic equipament sanitari que hi havia el 2009 era una farmàcia.
El 2009 hi havia 1 escola maternal i 1 escola elemental.

## Poblacions més properes
El següent diagrama mostra les poblacions més properes.